# Кім Ворвік
Кім Ворвік (англ. Kim Warwick; нар. 8 квітня 1952) — колишній австралійський тенісист.
Найвищу одиночну позицію світового рейтингу — 15 місце досяг 12 жовтня 1981, парну — 10 місце — 9 грудня 1985 року.
Здобув 3 одиночні та 26 парних титулів.
Перемагав на турнірах Великого шолома в парному та змішаному парному розрядах.
Завершив кар'єру 1987 року.

## Фінали турнірів Великого шолома

### Одиночний розряд: 1 (1 поразка)
| Результат | Рік  | Турнір                                 | Покриття | Суперник    | Рахунок            |
| --------- | ---- | -------------------------------------- | -------- | ----------- | ------------------ |
| Поразка   | 1980 | Відкритий чемпіонат Австралії з тенісу | Трава    | Браян Тічер | 5–7, 6–7(4–7), 3–6 |

### Парний розряд: 4 (4 перемоги)
| Результат | Рік  | Турнір                                      | Покриття | Партнер        | Суперники                      | Рахунок            |
| --------- | ---- | ------------------------------------------- | -------- | -------------- | ------------------------------ | ------------------ |
| Перемога  | 1978 | Відкритий чемпіонат Австралії з тенісу 1978 | Трава    | Войцех Фібак   | Пол Кронк Кліфф Летчер         | 7–6, 7–5           |
| Перемога  | 1980 | Відкритий чемпіонат Австралії з тенісу 1980 | Трава    | Марк Едмондсон | Пітер Макнамара Пол Макнамі    | 7–5, 6–4           |
| Перемога  | 1981 | Відкритий чемпіонат Австралії з тенісу 1981 | Трава    | Марк Едмондсон | Генк Пфістер Джон Седрі        | 6–3, 6–7, 6–3      |
| Перемога  | 1985 | Відкритий чемпіонат Франції з тенісу 1985   | Ґрунт    | Марк Едмондсон | Шломо Глікштейн Ганс Сімонссон | 6–3, 6–4, 6–7, 6–3 |

### Мікст: 3 (2–1)
| Результат | Рік  | Турнір                                    | Покриття | Партнер              | Суперники                     | Рахунок       |
| --------- | ---- | ----------------------------------------- | -------- | -------------------- | ----------------------------- | ------------- |
| Перемога  | 1972 | Відкритий чемпіонат Франції з тенісу 1972 | Ґрунт    | Івонн Гулагонг-Коулі | Франсуаз Дюрр Жан-Клод Баркле | 6–2, 6–4      |
| Поразка   | 1972 | Вімблдонський турнір 1972                 | Трава    | Івонн Гулагонг       | Розмарі Касалс Іліє Настасе   | 4–6, 4–6      |
| Перемога  | 1976 | Відкритий чемпіонат Франції з тенісу 1976 | Ґрунт    | Ілана Клосс          | Лінкі Бошофф Колін Даудесвелл | 5–7, 7–6, 6–2 |

## Виступи у турнірах Великого шолома
| W | Ф | ПФ | ЧФ | #Р | КТ | К# | P# | DNQ | A | Z# | PO | G | S | B | NMS | NTI | P | NH |

### Одиночний розряд
| Турнір                                 | 1970  | 1971  | 1972  | 1973  | 1974  | 1975  | 1976  | 1977  | 1977  | 1978  | 1979  | 1980  | 1981  | 1982  | 1983  | 1984  | 1985  | 1986  | SR     |
| -------------------------------------- | ----- | ----- | ----- | ----- | ----- | ----- | ----- | ----- | ----- | ----- | ----- | ----- | ----- | ----- | ----- | ----- | ----- | ----- | ------ |
| Відкритий чемпіонат Австралії з тенісу |       |       | 2р    | 1р    | 2р    | ЧФ    | 3р    | 1р    | 1р    | 3р    | 3р    | Ф     | ЧФ    |       | 1р    | 2р    |       |       | 0 / 13 |
| Відкритий чемпіонат Франції з тенісу   |       |       | P2    | 1р    |       |       | 1р    | 2р    | 2р    | 1р    | 2р    | 2р    |       |       |       |       |       |       | 0 / 6  |
| Вімблдонський турнір                   | К2р   | 1р    | 1р    |       | 3р    | 3р    | 3р    | 4р    | 4р    | 2р    | 1р    | 2р    |       | 1р    |       | К3р   | К1р   | К2р   | 0 / 10 |
| Відкритий чемпіонат США з тенісу       |       |       |       |       | 1р    | 2р    | 3р    | 1р    | 1р    | 1р    | 1р    |       |       | ЧФ    | 3р    |       |       |       | 0 / 8  |
| Strike rate                            | 0 / 0 | 0 / 1 | 0 / 2 | 0 / 2 | 0 / 3 | 0 / 3 | 0 / 4 | 0 / 5 | 0 / 5 | 0 / 4 | 0 / 4 | 0 / 3 | 0 / 1 | 0 / 2 | 0 / 2 | 0 / 1 | 0 / 0 | 0 / 0 | 0 / 37 |

Нотатка: 1977 року Відкритий чемпіонат Австралії відбувся двічі: в січні та грудні.

## Фінали за кар'єру

### Одиночний розряд (3–8)
| Результат | Ранг | Рік  | Турнір                                           | Покриття | Суперник            | Рахунок                      |
| --------- | ---- | ---- | ------------------------------------------------ | -------- | ------------------- | ---------------------------- |
| Поразка   | 1.   | 1972 | Аделаїда, Австралія                              | Трава    | Олександр Метревелі | 3–6, 3–6, 6–7                |
| Поразка   | 2.   | 1974 | Джакарта, Індонезія                              | Тверде   | Онні Парун          | 3–6, 3–6, 4–6                |
| Перемога  | 1.   | 1976 | Бенгалуру, Індія                                 | Ґрунт    | Саші Менон          | 6–1, 6–2                     |
| Поразка   | 3.   | 1977 | Токіо, Японія                                    | Ґрунт    | Мануель Орантес     | 2–6, 1–6                     |
| Поразка   | 4.   | 1978 | Штутгарт, Західна Німеччина                      | Ґрунт    | Ульріх Піннер       | 2–6, 2–6, 6–7                |
| Поразка   | 5.   | 1978 | Sydney International, Австралія                  | Трава    | Тім Вілкінсон       | 3–6, 3–6, 7–6(7–3), 6–3, 2–6 |
| Перемога  | 2.   | 1979 | Аделаїда, Австралія                              | Трава    | Бернард Міттон      | 7–6(7–3), 6–4                |
| Поразка   | 6.   | 1980 | Queen's Club, Англія                             | Трава    | Джон Макінрой       | 3–6, 1–6                     |
| Поразка   | 7.   | 1980 | Гштад, Швейцарія                                 | Ґрунт    | Гайнц Ґюнтгардт     | 6–4, 4–6, 6–7(1–7)           |
| Перемога  | 3.   | 1980 | Йоганнесбург, ПАР                                | Тверде   | Фріц Бунінг         | 6–2, 6–1, 6–2                |
| Поразка   | 8.   | 1980 | Відкритий чемпіонат Австралії з тенісу, Мельбурн | Трава    | Браян Тічер         | 5–7, 6–7(4–7), 3–6           |

### Парний розряд (26–26)
| Результат | Ранг | Рік  | Турнір                                           | Покриття   | Партнер          | Суперники                           | Рахунок                   |
| --------- | ---- | ---- | ------------------------------------------------ | ---------- | ---------------- | ----------------------------------- | ------------------------- |
| Поразка   | 1.   | 1974 | Омаха, США                                       | Інше       | Ян Флетчер       | Юрген Фассбендер Карл Майлер        | 2–6, 4–6                  |
| Поразка   | 2.   | 1974 | Темпе, США                                       | Тверде     | Ієн Флетчер      | Юрген Фассбендер Карл Майлер        | 6–4, 4–6, 5–7             |
| Перемога  | 1.   | 1974 | Сідар-Гроув, США                                 | Інше       | Стів Сігел       | Дік Крілі Боб Таніс                 | 4–6, 6–2, 6–1             |
| Поразка   | 3.   | 1975 | Stockholm WCT, Швеція                            | Килим (i)  | Патріс Домінгес  | Артур Еш Том Оккер                  | 3–6, 6–7                  |
| Поразка   | 4.   | 1975 | Сан-Франциско, США                               | Тверде (i) | Аллан Стоун      | Фред Макнеер Шервуд Стюарт          | 2–6, 6–7                  |
| Поразка   | 5.   | 1975 | Маніла, Філіппіни                                | Тверде     | Сід Болл         | Росс Кейс Джефф Мастерз             | 1–6, 2–6                  |
| Поразка   | 6.   | 1976 | Гамбург, Західна Німеччина                       | Ґрунт      | Дік Крілі        | Фред Макнеер Шервуд Стюарт          | 6–7, 6–7, 6–7             |
| Перемога  | 2.   | 1976 | Брисбен, Австралія                               | Трава      | Сід Болл         | Ісмаїл Ель-Шафей Браян Феерлі       | 6–4, 6–4                  |
| Поразка   | 7.   | 1976 | Сідней, Австралія                                | Тверде (i) | Сід Болл         | Ісмаїл Ель-Шафей Браян Феерлі       | 6–4, 4–6, 6–7             |
| Перемога  | 3.   | 1976 | Sydney International, Австралія                  | Трава      | Сід Болл         | Марк Едмондсон Джон Маркс           | 6–3, 6–4                  |
| Поразка   | 8.   | 1977 | Аделаїда, Австралія                              | Трава      | Сід Болл         | Кліфф Летчер Дік Стоктон            | 3–6, 6–4, 4–6             |
| Поразка   | 9.   | 1977 | Денвер, США                                      | Килим (i)  | Сід Болл         | Колін Діблі Джефф Мастерз           | 2–6, 3–6                  |
| Поразка   | 10.  | 1977 | Гамбург, Західна Німеччина                       | Ґрунт      | Філ Дент         | Боб Г'юїтт Карл Майлер              | 6–3, 3–6, 4–6, 4–6        |
| Перемога  | 4.   | 1977 | Токіо, Японія                                    | Ґрунт      | Джефф Мастерз    | Колін Діблі Кріс Кехел              | 6–2, 7–6                  |
| Перемога  | 5.   | 1977 | Гонконг, Велика Британія                         | Тверде     | Сід Болл         | Марті Ріссен Роско Теннер           | 7–6, 6–3                  |
| Перемога  | 6.   | 1977 | Аделаїда, Австралія                              | Трава      | Сід Болл         | Джон Александер Філ Дент            | 3–6, 7–6, 6–4             |
| Поразка   | 11.  | 1978 | Гштад, Швейцарія                                 | Ґрунт      | Боб Г'юїтт       | Марк Едмондсон Том Оккер            | 4–6, 6–1, 1–6, 4–6        |
| Поразка   | 12.  | 1978 | Стоу, США                                        | Тверде     | Марк Едмондсон   | Тім Галліксон Том Галліксон         | 6–3, 6–7, 3–6             |
| Перемога  | 7.   | 1978 | Відкритий чемпіонат Австралії з тенісу, Мельбурн | Трава      | Войцех Фібак     | Пол Кронк Кліфф Летчер              | 7–6, 7–5                  |
| Перемога  | 8.   | 1979 | Окленд, Нова Зеландія                            | Тверде     | Бернард Міттон   | Ендрю Джарретт Джонатан Сміт        | 6–3, 2–6, 6–3             |
| Поразка   | 13.  | 1980 | Мец, Франція                                     | Килим (i)  | Кріс Ділейні     | Колін Діблі Джін Меєр               | 6–7, 5–7                  |
| Перемога  | 9.   | 1980 | Ніцца, Франція                                   | Ґрунт      | Кріс Ділейні     | Станіслав Бірнер Їржі Гржебець      | 6–4, 6–0                  |
| Перемога  | 10.  | 1980 | Рим, Італія                                      | Ґрунт      | Марк Едмондсон   | Балаж Тароці Еліот Телчер           | 7–6, 7–6                  |
| Перемога  | 11.  | 1980 | Сербітон, Англія                                 | Трава      | Марк Едмондсон   | Ендрю Паттісон Балч Волтс           | 7–6, 6–7, 6–7, 7–6, 15–13 |
| Поразка   | 14.  | 1980 | Гштад, Швейцарія                                 | Ґрунт      | Марк Едмондсон   | Колін Даудесвелл Ісмаїл Ель-Шафей   | 4–6, 4–6                  |
| Перемога  | 12.  | 1980 | Відкритий чемпіонат Австралії, Мельбурн          | Трава      | Марк Едмондсон   | Пітер Макнамара Пол Макнамі         | 7–5, 6–4                  |
| Перемога  | 13.  | 1981 | Відкритий чемпіонат Австралії, Мельбурн          | Трава      | Марк Едмондсон   | Генк Пфістер Джон Седрі             | 6–3, 6–7, 6–3             |
| Перемога  | 14.  | 1982 | Аделаїда, Австралія                              | Трава      | Марк Едмондсон   | Ендрю Джарретт Джонатан Сміт        | 7–5, 4–6, 7–6             |
| Перемога  | 15.  | 1982 | Гуаружа, Бразилія                                | Ґрунт      | Філ Дент         | Карлус Кірмайр Кассіу Мотта         | 6–7, 6–2, 6–3             |
| Поразка   | 15.  | 1982 | Денвер, США                                      | Килим (i)  | Філ Дент         | Кевін Каррен Стів Дентон            | 4–6, 4–6                  |
| Перемога  | 16.  | 1982 | Richmond WCT, США                                | Килим      | Марк Едмондсон   | Сід Болл Рольф Герінг               | 6–4, 6–2                  |
| Поразка   | 16.  | 1982 | Бристоль, Англія                                 | Трава      | Марк Едмондсон   | Тім Галліксон Том Галліксон         | 4–6, 6–7                  |
| Перемога  | 17.  | 1982 | Кіцбюель, Австрія                                | Ґрунт      | Марк Едмондсон   | Род Фролі Павел Сложил              | 6–4, 4–6, 7–6             |
| Поразка   | 17.  | 1982 | Sawgrass Doubles, США                            | Ґрунт      | Марк Едмондсон   | Браян Готтфрід Рауль Рамірес        | w/o                       |
| Поразка   | 18.  | 1982 | Гонконг                                          | Тверде     | Вен Вінітскі     | Чарлз Строде Морріс Строуд          | 4–6, 6–3, 2–6             |
| Перемога  | 18.  | 1983 | Стоув, США                                       | Тверде     | Бред Дрюетт      | Фріц Бунінг Том Галліксон           | 4–6, 7–5, 6–2             |
| Поразка   | 19.  | 1983 | Брисбен, Австралія                               | Килим (i)  | Марк Едмондсон   | Пет Кеш Пол Макнамі                 | 6–7, 6–7                  |
| Перемога  | 19.  | 1983 | Тайбей, Тайвань                                  | Килим (i)  | Веллі Месур      | Кен Флек Роберт Сегусо              | 7–6, 6–4                  |
| Поразка   | 20.  | 1984 | Торонто, Канада                                  | Тверде     | Джон Фіцджеральд | Пітер Флемінг Джон Макінрой         | 4–6, 2–6                  |
| Поразка   | 21.  | 1985 | Дельрей-Біч, США                                 | Тверде     | Шервуд Стюарт    | Пол Еннекон Хрісто ван Ренсбург     | 5–7, 5–7, 4–6             |
| Перемога  | 20.  | 1985 | Мюнхен, Західна Німеччина                        | Ґрунт      | Марк Едмондсон   | Серхіо Касаль Еміліо Санчес Вікаріо | 4–6, 7–5, 7–5             |
| Перемога  | 21.  | 1985 | Відкритий чемпіонат Франції з тенісу, Париж      | Ґрунт      | Марк Едмондсон   | Шломо Глікштейн Ганс Сімонссон      | 6–3, 6–4, 6–7, 6–3        |
| Поразка   | 22.  | 1985 | Індіанаполіс, США                                | Ґрунт      | Павел Сложил     | Кен Флек Роберт Сегусо              | 4–6, 4–6                  |
| Поразка   | 23.  | 1985 | Sydney Indoor, Австралія                         | Тверде (i) | Марк Едмондсон   | Джон Фітцджералд Андерс Яррід       | 3–6, 2–6                  |
| Перемога  | 22.  | 1985 | Гонконг, Велика Британія                         | Тверде     | Бред Дрюетт      | Якоб Гласек Томаш Шмід              | 6–3, 4–6, 6–2             |
| Поразка   | 24.  | 1985 | Відкритий чемпіонат Австралії, Мельбурн          | Трава      | Марк Едмондсон   | Пол Еннекон Хрісто ван Ренсбург     | 7–6, 4–6, 4–6             |
| Перемога  | 23.  | 1985 | Аделаїда, Австралія                              | Трава      | Марк Едмондсон   | Нелсон Аертс Томм Ворнек            | 6–4, 6–4                  |
| Перемога  | 24.  | 1986 | Мастерс Цинциннаті, США                          | Тверде     | Марк Кратцманн   | Крісто Стейн Дані Віссер            | 6–3, 6–4                  |
| Перемога  | 25.  | 1986 | Стокгольм, Швеція                                | Тверде (i) | Шервуд Стюарт    | Пет Кеш Слободан Живоїнович         | 6–4, 6–4                  |
| Поразка   | 25.  | 1986 | Вемблі, Англія                                   | Килим (i)  | Шервуд Стюарт    | Пітер Флемінґ Джон Макінрой         | 6–3, 6–7, 2–6             |
| Перемога  | 26.  | 1987 | Орландо, США                                     | Тверде     | Шервуд Стюарт    | Пол Еннекон Хрісто ван Ренсбург     | 2–6, 7–6, 6–4             |
| Поразка   | 26.  | 1988 | Орландо, США                                     | Тверде     | Шервуд Стюарт    | Гі Форже Яннік Ноа                  | 4–6, 4–6                  |